# Карельская егерская бригада

Петрозаводск. Бригада у здания бывшей духовной семинарии

Каре́льская е́герская брига́да (фин. Karjalan jääkäriprikaati) — национальное воинское подразделение Рабоче-крестьянской Красной Армии на территории Автономной Карельской ССР, существовавшее с 1925 по 1935 годы.

## История
15 октября 1925 года, под руководством начальника Территориального управления РККА И. Э. Хейкконена, в Петрозаводске был сформирован Отдельный Карельский егерский батальон, состоявший из трёх стрелковых и одной сапёрно-пулемётной роты, располагался в здании бывшей Олонецкой духовной семинарии. Командиром был назначен Эйольф Георгиевич Игнеус-Матсон (после перевода Э. Г. Матсона в другую часть в 1929 году и до возвращения его обратно, бригаду возглавляли Андрей Арвидович Койвунен и другие), комиссаром — А. Мантере, начальником штаба — Урхо Антикайнен (младший брат Тойво Антикайнена), с 1927 по 1932 год — Михаил Николаевич Гурьев.
В состав батальона входили взводы разведки, связи, сапёрный, хозвзвод, музыкальный, химслужба, школа, санитарный взвод, батальонная артиллерия. Общая численность бойцов батальона в 1927 году составляла 722 человека. Рядовой состав — местные жители, призванные, в основном из карельских деревень (приблизительно 65 % карелов, 34 % русских). Командный состав был финским и состоял из выпускников Петроградской интернациональной школы красных командиров. Батальон располагался в здании бывшей Олонецкой духовной семинарии в Петрозаводске.
В декабре 1931 года батальон был реорганизован в Отдельную Карельскую егерскую бригаду. К середине 1932 года в составе бригады имелось два стрелковых батальона — «Олонецкий» и «Петрозаводский». С января 1934 года командир и военком Карельской егерской бригады — Иосиф Иванович Кальван. В январе 1935 года егерская бригада переименована в стрелковую, в декабре 1935 года расформирована. Часть комсостава и рядовых красноармейцев была репрессирована. Командир бригады И. И. Кальван был расстрелян в 1938 году.